# 역할수행이론
역할 수행 이론(영어: Role-taking theory)은 심리학자 로버트 셀먼(Robert Selman)이 인지 발달 분야에서 이 이론의 중요성을 강조한 것으로 잘 알려져있다. 그는 성숙한 역할수행능력(Role Taking Ability)을 통해 우리의 행동이 다른 사람들에게 어떠한 영향을 미칠수있는지 더 잘 이해할 수 있다고 주장한다. 한편 또한 우리가 역할 수행 능력을 개발하는데 덜 준비됐다면 다른 사람들이 결과적으로만 행동하고 있다고 잘못 판단할 여지가 많아진다는 것이다. 외부 요인들에서 이 이론에 대한 셀먼의 주요 추가 사항중 하나는 경험적으로 지원되는 역할 수행 능력의 이론이다. 이는 체험과 경험을 근거로 역지사지 또는 공감 능력의 맥락에서 자신의 행동으로 야기되는 영향이 다른이에게 어떻게 파급되는지를 이해함으로써 역할수행능력을 개발해볼 수 있다.

## ADHD
ADHD를 가진 아이들은 그들의 사회 환경에서 어려움을 겪지만, 이것에 대한 사회적 인지적 이유는 많은 부분에서 더 구체적인 모델제시가 이루어질 필요가 있다. 다만  ADHD가 있는 어린이는 ADHD가 없는 어린이보다 역할 수행 능력이 낮고, 역할 수행에대한 인식 및 사용이 적으며, 역할수행능력을 개발하는데 더 느린 정도를 보여주는 것으로 알려져있으며 이러한 ADHD를 가진 어린이와 그렇지않은 어린이 사이의 유의미한 차이가 여러 연구에서 보고되고있다.  이러한 결과를 감안할 때 ADHD를 가진 아이들은 종종 대립하는 반응 행동 문제를 포함하여 사회적 기술을 향상시키기위한 '역할수행능력'에 대한 훈련을 받는 것이 제안받고있다.

## 성장단계
레벨 0 : 평등한 역할 수행 (대략 3-6 세)
레벨 1 : 주관적인 역할 수행 (대략 6 ~ 8 세)
레벨 2 : 자기반성적 역할 수행 (대략 8-10 세)
레벨 3 : 상호 역할 수행 (약 10-12 세)
레벨 4 : 사회적 역할 수행 (대략 12-15 세 이후)
이러한 역할수행능력의 레벨단계는 인지심리학적, 인본주의 심리학적인 관점뿐만아니라 더 나아가 인간 스스로가 자신의 자아 구축과 관련해서 사회에 속한 자신의 자아를 발견 및 재구성하고 그러한 사회에 다시금 자신을 보여주는 상호적이고 사회,문화적인 관점을 폭넓게 확인할 수 있다.

## 이슈
역할수행이론이 친사회성 행동(prosocial behavior)이라는 사회문화적인 긍정적 효과에 대한 그 양적 영향에 대한 중요성에도 불구하고 역할수행능력과 사회적 인지발달의 관련에서  이외의 주요한 비인지적 요인의 추가적인 더 많은 연구가 필요하다고 언급된바있다.   예를 들어, 친한 친구간의 불일치와 같은 사회적 경험 자체는 역할 수행능력과 사회적 인지능력의 성장을 촉진하는 것으로 밝혀졌다.  또한 형제 자매의 불일치를 해결하기 위해 중재자 역할을 하는 어머니가 역할 수행 능력과 사회적 인지 성숙을 촉진하는 것으로 밝혀졌기 때문에 형제 자매 갈등 사이에서 부모의 영향이라는 추가적인 요인의 설정이 중요하게 받아들여진다. 
한편 역할수행이론의 주요한 관점인 여러변수를 고려하는 안정된 행동에서의 사전적이고 대안을 포함하는 준비행동과 효과적인 언어의 사용에서의  예측적인 고안은 여전히 이러한 협동적이고 인적 네트워크적인 역할수행의 확장이라는 이슈에서 보다 적합한 방향과 절차를 제공하는데 유리하다.

## 같이 보기
- 자기존중감
- 정체성
- 관찰학습
- 귀인 이론
- 통제위치
- 자기주장훈련
- 자기인식이론